# Erstes weltumrundendes Telegramm
Das erste weltumrundende Telegramm (englisch The First World-Encircling Telegraph Message), also diejenige telegrafische Nachricht, die von einem Ort abgesandt wurde, danach den gesamten Erdball umrundete und anschließend am Ort des Absenders wieder empfangen wurde, war ein Telegramm, das von Ottawa, der Bundeshauptstadt Kanadas, aus an den Generalgouverneur von Kanada an dessen dortigen Amtssitz Rideau Hall geschickt wurde.

## Geschichte

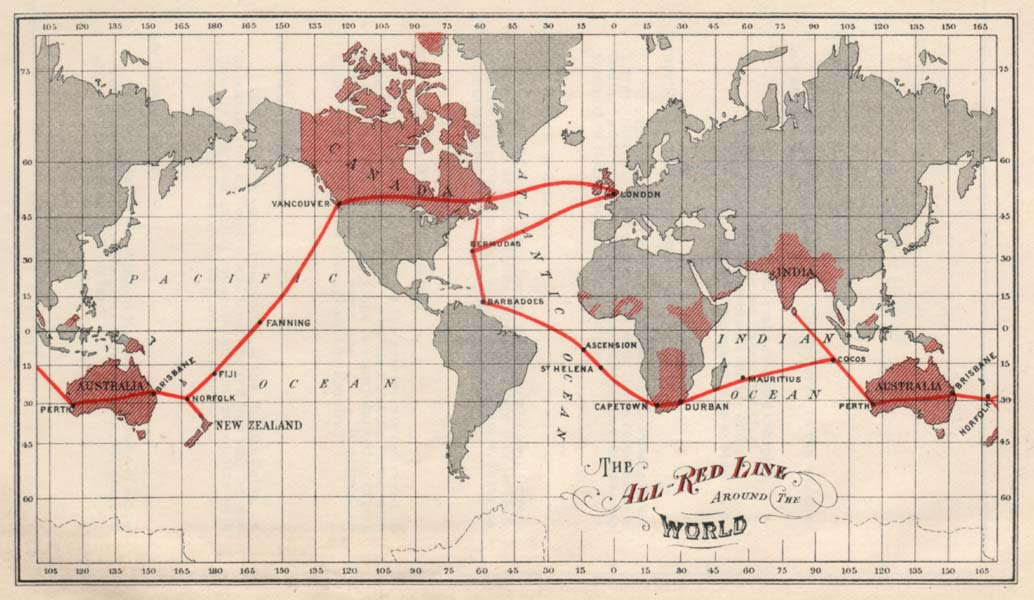
Weltumspannende All Red Line (um 1903)

Nachdem in der zweiten Hälfte des 19. Jahrhunderts die zunächst lokalen Telegrafennetze auf den Kontinenten ausgebaut worden waren und untereinander auch mithilfe von Seekabeln durch die Ozeane weiter vernetzt wurden, konnte im Jahr 1902 schließlich die Westküste Kanadas mit Australien über das transpazifische Telegrafenkabel verbunden werden. Damit verfügte das Britische Weltreich zum ersten Mal über ein Telegrafennetz, das den gesamten Erdball umschloss (Bild), genannt die All Red Line (deutsch etwa „Ganz rote Leitung“).
Am 31. Oktober 1902 um 22:10 Uhr sandte Sandford Fleming (1827–1915), ein bedeutender kanadischer Ingenieur schottischer Herkunft, von Ottawa aus gleichzeitig zwei Telegramme über die Canadian Pacific Railway Telegraph ab, und zwar das eine in östliche Richtung und das andere nach Westen. Adressat war in beiden Fällen der Generalgouverneur von Kanada mit Sitz in Ottawa. Fleming hätte also einfach den kurzen Weg wählen können. Stattdessen sollte aber auf diese Weise die soeben vollendete All Red Line feierlich in Betrieb genommen und gleichzeitig die Funktionsfähigkeit demonstriert werden.

“To Governor General, Ottawa.
Receive globe encircling message via England, South Africa, Australia and Pacific Cable congratulating Canada and the Empire on completion of the first segment state controlled electric girdle the harbinger of incalculable advantages, national and general.
From Ottawa, Oct. 31, 1902   Sandford Fleming”

„An den Generalgouverneur, Ottawa.
Empfangen Sie eine weltumrundende Botschaft über England, Südafrika, Australien und das Pazifikkabel mit Glückwünschen an Kanada und das Empire zur Fertigstellung des ersten Abschnitts des staatlichen elektrischen Gürtels, des Vorboten unschätzbarer nationaler und allgemeiner Vorteile.
Aus Ottawa, 31. Oktober 1902   Sandford Fleming“

Das ostwärts laufende Telegramm ging von Ontario aus über Québec nach Nova Scotia und verließ in Canso den nordamerikanischen Kontinent über das Transatlantikkabel. Es reiste weiter über England, Südafrika und Australien. Am nächsten Morgen kehrte es über den Pazifik kommend nach Kanada zurück und erreichte seinen Ausgangsort am 1. November um 8:35 Uhr. Für die Erdumrundung hatte es zehn Stunden und 25 Minuten gebraucht.
Das zweite Telegramm, das in Richtung Westen geschickt worden war, kam am selben Tag kurz nach Mittag um 12:35 Uhr an, also nach 14 Stunden und 25 Minuten. Im Anschluss an das gelungene Experiment, dessen positiver Ausgang umgehend und ebenfalls telegrafisch weltweit kommuniziert wurde, trafen Glückwunsch-Telegramme aus allen Teilen des British Empire ein.